# Osborne 1
Osborne 1 je první obchodně úspěšný přenosný počítač prodávaný od 3. dubna 1981 firmou Osborne Computer Corporation. Počítač o hmotnosti 11,1 kg s operačním systémem CP/M 2.2 byl prodáván za 1795 dolarů. Přestože je považován za přenosný počítač, nemá vestavěné baterie, ale je napájen z elektrovodné sítě.
Počítač byl dodáván s rozsáhlou kolekcí softwaru, která měla téměř stejnou cenu jako samotný počítač, což byla praxe převzatá od jiných dodavatelů počítačů s OS CP/M.